# El otro « yo » del profesor Bacterio
El otro « yo » del profesor Bacterio est une bande dessinée espagnole illustrée par Francisco Ibáñez, appartenant à la franchise Mortadel et Filémon, éditée en 1972 et 1973.

## Synopsis
Le professeur Bacterio a testé une de ses inventions. Il s'agit d'une potion qui stimule la personnalité cachée ou le subconscient (littéralement « l'autre « moi » ») de la personne qui la boit. Celle du professeur Bacterio s'avère être un psychopathe qui commet des met la ville sens dessus-dessous. Mortadel et Filémon doivent retrouver le professeur Bacterio et l'emmener à la T.I.A. pour le soigner. Cela leur apportera une multitude de problèmes.

## Influence
La même intrigue, mais avec  Mortadel dans le rôle du professeur Bacterio, apparaît dans la courte bande dessinée El Supergamberro dans le magazine Mortadelo Extra au printemps 1972.

## Adaptation
La bande dessinée est adaptée dans son intégralité dans un épisode de la série télévisée consacrée aux personnages, sous le titre L'Autre côté du Professeur Bacterium.